# Pierrebotnen
Der Pierrebotnen (norwegisch) ist ein Bergkessel in der Sør Rondane des ostantarktischen Königin-Maud-Lands. Er liegt auf der Westseite des Gebirgskamms Oyayubi-one im nordöstlichen Teil der Brattnipane.
Wissenschaftler des Norwegischen Polarinstituts benannten ihn 1973. Der Namensgeber ist nicht überliefert.